# Рябиновка (Кемеровская область)
Рябиновка — посёлок в Новокузнецком районе Кемеровской области. Входит в состав Сосновского сельского поселения.

## География
Центральная часть населённого пункта расположена на высоте 240 метров над уровнем моря.

## Население
По данным Всероссийской переписи населения 2010 года, в посёлке Рябиновка проживает 10 человек (5 мужчин, 5 женщин).